# Xã Penn Hills, Quận Allegheny, Pennsylvania
Xã Penn Hills (tiếng Anh: Penn Hills Township) là một xã thuộc quận Allegheny, tiểu bang Pennsylvania, Hoa Kỳ. Năm 2010, dân số của xã này là 42.329 người.